# Titularbistum Ostracine
Ostracine ist ein Titularbistum der römisch-katholischen Kirche. Es war ein ehemaliges Suffraganbistum von Pelusium in der römischen Provinz Augustamnica an der arabisch-ägyptischen Grenze.
| Titularbischöfe von Ostracine |                                                |                                                                                          |                    |                   |
| Nr.                           | Name                                           | Amt                                                                                      | von                | bis               |
| 1                             | Thomas Fennelly Titularerzbischof pro hac vice | Koadjutorerzbischof von Cashel (Irland)                                                  | 31. März 1901      | 23. Juli 1902     |
| 2                             | Cassian Spiß OSB                               | Apostolischer Vikar von Southern Zanguebar (Tansania)                                    | 15. September 1902 | 14. August 1905   |
| 3                             | Inocencio Dávila y Matos                       | Weihbischof in Córdoba (Argentinien)                                                     | 25. Mai 1914       | 7. Juli 1927      |
| 4                             | Alexandre Berlioz MEP                          | Emeritierter Bischof von Hakodate (Japan)                                                | 25. Juli 1927      | 30. Dezember 1929 |
| 5                             | Francis O’Rourke SMA                           | Apostolischer Präfekt von Nord-Nigeria, Apostolischer Vikar von Costa di Benin (Nigeria) | 27. März 1930      | 28. Oktober 1938  |
| 6                             | Friedrich Hünermann                            | Weihbischof in Aachen (Deutschland)                                                      | 3. Dezember 1938   | 15. Februar 1969  |
| 7                             | Milan Lach SJ                                  | Weihbischof in Prešov (Slowakei)                                                         | 19. April 2013     | 1. Juni 2018      |
| 8                             | Milan Lach SJ                                  | Weihbischof in Bratislava (Slowakei)                                                     | 23. Januar 2023    |                   |